# Větrný Jeníkov
Větrný Jeníkov (in tedesco Windig Jenikau) è un comune mercato della Repubblica Ceca facente parte del distretto di Jihlava, nella regione di Vysočina.